# Maculonaclia parvifenestrata
Maculonaclia parvifenestrata là một loài bướm đêm thuộc phân họ Arctiinae, họ Erebidae.